# Ananteris polleti
Espèce
Ananteris polleti est une espèce de scorpions de la famille des Ananteridae.

## Distribution
Cette espèce est endémique de Guyane. Elle se rencontre à Maripasoula dans le massif du Mitaraka.

## Description
Le mâle holotype mesure 14,66 mm.

## Systématique et taxinomie
Cette espèce a été décrite par Lourenço en 2016.

## Étymologie
Cette espèce est nommée en l'honneur de Marc Pollet.

## Publication originale
- Lourenço, 2016 : « Scorpions from the Mitaraka Massif in French Guiana. II. Description of a new species of Ananteris Thorell, 1891 (Scorpiones: Buthidae). » Comptes Rendus Biologies, vol. 339, no 5/6, p. 214-221.